# Joachim Wittstock
Joachim Wittstock (* 28. August 1939 in Hermannstadt, Königreich Rumänien) ist ein rumäniendeutscher Schriftsteller, Literaturhistoriker und Übersetzer rumänischer Literatur. Er entstammt der Volksgruppe der Siebenbürger Sachsen.

## Leben
Wittstock besuchte die Grund- und Oberschule in Brașov (Kronstadt), wo er 1956 sein Abitur ablegte. Anschließend studierte er bis 1961 an der Babeș-Bolyai-Universität Cluj (Klausenburg) Germanistik und Rumänistik. Er arbeitete als Lehrer und Bibliothekar in Cisnădie (Heltau) und in seinem Geburtsort. In den Jahren von 1971 bis 1999 war er wissenschaftlicher Mitarbeiter des Forschungszentrums für Gesellschaftswissenschaften in Sibiu (nach der Rumänischen Revolution 1989 umbenannt in Institut für Gesellschaftlich-Humanistische Forschungen). In dieser Außenstelle der Rumänischen Akademie (Bukarest) war er im Bereich Literaturgeschichte tätig.
Er verfasste Studien über das deutschsprachige Schrifttum Siebenbürgens, des Banats und der Bukowina, war Koredakteur und Koautor von kollektiv erarbeiteten Darstellungen der Geschichte Rumäniendeutscher Literatur und betreute (meist als Korrektor, als Redaktionssekretär und zeitweilig auch als verantwortlicher Redakteur) die deutschsprachige Zeitschrift (das Jahrbuch) des Akademieverlags „Forschungen zur Volks- und Landeskunde“. Er gab vier Bände einer Werkausgabe des Prosaschaffens seines Vaters Erwin Wittstock heraus (Kriterion Verlag, Bukarest 1979–1991) und veröffentlichte die monografische Studie „Erwin Wittstock. Das erzählerische Werk“ (Dacia Verlag, Cluj-Napoca 1974). Der Autor ist seit 1979 Mitglied des Rumänischen Schriftstellerverbandes, Filiale Sibiu. Er gehört seit 1991 der Deutschen Schillergesellschaft (Marbach am Neckar) sowie seit 1992 der Künstlergilde Esslingen an. Wittstock lebt in Sibiu (Hermannstadt).

## Werke
- Botenpfeil. Gedichte. Dacia Verlag, Cluj-Napoca 1972
- Blickvermerke. Dreiundvierzig Texte. Dacia Verlag, Cluj-Napoca 1976
- Karussellpolka. Erzählung. Dacia Verlag, Cluj-Napoca 1978
- Parole Atlantis. Erzählende und betrachtende Prosa. Dacia Verlag, Cluj-Napoca 1980
- Mondphasenuhr. Worte in gebundener und ungebundener Rede. Dacia Verlag, Cluj-Napoca 1983
- Ascheregen. Parallele Lebensbilder und ein Vergleich. Dacia Verlag, Cluj-Napoca 1985. Rumänisch von Al. Teodorescu. Editura Kriterion, Bukarest 1989
- Morgenzug. Vergegenwärtigungen, Überlegungen. Dacia Verlag, Cluj-Napoca 1988
- Der europäische Knopf. Betrachtende und erzählende Prosa. DIPA Verlag, Frankfurt/Main 1991
- Spiegelsaal. Skizzen, Erzählungen. Kriterion Verlag, Bukarest 1994
- Die dalmatinische Friedenskönigin. Zwei Erzählungen aus südöstlichem Zeitgeschehen. Skarabaeus/Edition Löwenzahn, Innsbruck 1997
- Kurator, Söldner, Gouverneur und andere Prosa. Kriterion Verlag, Bukarest 1998
- Scherenschnitt. Beschreibungen, Phantasien, Auskünfte. hora Verlag, Sibiu 2002
- Bestätigt und besiegelt. Roman in vier Jahreszeiten. ADZ Verlag, Bukarest 2003
- Keulenmann und schlafende Muse. Erfahrungsschritte.  hora Verlag, Sibiu 2005
- Die uns angebotene Welt. Jahre in Klausenburg. Roman.  ADZ Verlag, Bukarest 2007
- Dumbrava morilor. Schiţe şi nuvele. Rumänisch von Nora Iuga. Institutul Cultural Roman, Bucureşti 2007
- Einen Halt suchen. Essays. Hora Verlag, Sibiu 2009
- Protectoarea dalmată a păcii. Pagini de proză. Rumänisch von Laura Balomiri, Nora Căpăţână, Ioana Constantin, Carmen Popa und Maria Sass. Editura Techno Media, Sibiu 2009
- Die blaue Kugel. Erzählungen über Hermannstädter Gebäude und ihre Bewohner. hora Verlag, Sibiu 2012
- Margarete Depner. Eine Bildhauerin in Siebenbürgen. Mitautorin: Rohtraut Wittstock. hora Verlag, Sibiu 2014
- Strania călătorie a lui Peter Gottlieb. Povestire. Rumänisch von Nora Iuga. Editura Tracus Arte, Bukarest 2015
- Weiße Lagune und andere Reisestationen. hora Verlag, Sibiu 2016

## Auszeichnungen
Joachim Wittstock erhielt Preise des Rumänischen Schriftstellerverbandes (Zentrale Bukarest, 1978, 1983, 2002) sowie den Opera-Omnia-Preis 2007 der Filiale des Verbandes in Sibiu. 1991 wurde ihm eine Ehrengabe von der Deutschen Schillerstiftung Weimar überreicht, zudem eine von der Künstlergilde 1992 verliehene Ehrengabe des Andreas-Gryphius-Preises. Seit 2000 ist er Ehrendoktor der Lucian-Blaga-Universität in Sibiu und Ritter (Cavaler) des rumänischen Ordens „Pentru Merit“. Mit dem Siebenbürgisch-Sächsischen Kulturpreis wurde er 2010 ausgezeichnet.